# Isabel de Bolebec
Isabel de Bolebec, Countess of Oxford (auch Isabel de Nonant oder de Vere) (* 1164; † 3. Februar 1245) war eine englische Adlige. 
Isabel war eine Tochter von Hugh de Bolebec († um 1165), der Lord of Whitchurch in Buckinghamshire gewesen war. In erster Ehe heiratete sie Henry de Nonant, Lord of Totnes, der 1206 starb. 1207 beantragte sie beim König das Recht, ihren nächsten Ehemann selbst aussuchen zu dürfen. Im selben Jahr heiratete sie Robert de Vere, den jüngeren Bruder von Aubrey de Vere, 2. Earl of Oxford. Sie war zu diesem Zeitpunkt zusammen mit ihrer Schwester Erbin der Ländereien der Familie Bolebec, zu denen 30 Knight’s fees in Buckinghamshire gehörten. Ihre Nichte Isabel, die bisherige Erbin der Ländereien ihrer Familie, war mit Aubrey de Vere, dem Bruder ihres Mannes, verheiratet gewesen, doch 1206 oder Anfang 1207 kinderlos gestorben. Damit hatte die Familie de Vere den Anspruch auf das Erbe der Familie Bolebec wieder verloren, doch durch Robert de Veres Heirat mit Isabel konnte sie wenigstens den Anspruch auf einen Teil des Erbes behalten. Nach dem kinderlosen Tod ihres Schwagers Aubrey de Vere wurde ihr Mann 1214 Erbe der Besitzungen der Familie de Vere. König Johann bestätigte ihn allerdings erst im Juni 1215 als Earl of Oxford, was sicher mit ein Grund war, dass Robert im Krieg der Barone auf der Seite der Rebellen gegen den König stand. Er unterwarf sich erst 1217 dem neuen König Heinrich III.
Nach dem Tod ihres Mannes 1221 erwarb Isabel für 6000 Mark (etwa £ 2228) die Vormundschaft für ihren minderjährigen Sohn Hugh de Vere und das Recht, die Besitzungen ihres verstorbenen Mannes selbst zu verwalten. Ihr Sohn wurde um 1231 volljährig, womit er dann das Erbe ihres Mannes übernahm. Nach dem kinderlosen Tod ihrer Schwester hatte sie 1225 auch die andere Hälfte der Ländereien der Familie Bolebec geerbt. 1237 unternahm sie mit ihrem Sohn eine Pilgerreise zu einem unbekannten Ziel außerhalb Großbritanniens. 
Isabel förderte großzügig die Dominikaner, die 1221 nach Oxford kamen. Sie unterstützte den Orden beim Aufbau einer Niederlassung in der Stadt und finanzierte um 1227 eine erste Kapelle in der St Aldate's Street. Später kaufte sie südlich der Stadt Grundbesitz, den sie dem Orden zum Bau einer neuen, größeren Niederlassung überließ. Nach ihrem Tod wurde sie zunächst in der Kapelle, nach der Weihe der neuen Ordenskirche St Ebbe's wurde sie dort beigesetzt. Daneben bedachte sie auch das St Mary Magdalene Hospital in Crowmarsh in Oxfordshire sowie Woburn Abbey mit Schenkungen.